# Shin Ik-hee
Shin Ik-hee (* 9. Juni 1892; † 5. Mai 1956) war ein koreanischer Unabhängigkeitsaktivist und Politiker.